# Sekhukhune

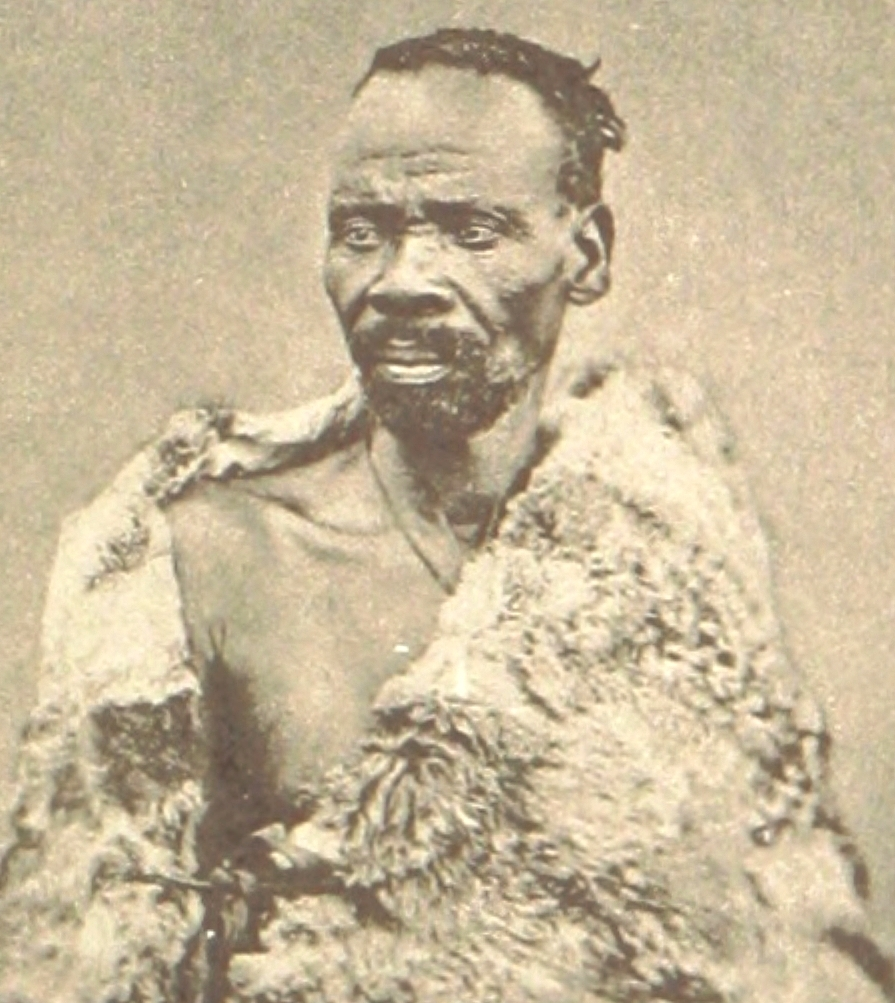
Sekhukhune (1882)

Sekhukhune (* 1814; † 13. August 1882), auch Sekukuni oder Sikukuni, war ein traditioneller Herrscher der Bapedi (auch Marota) im Norden des heutigen Südafrika. Er leistete den europäischstämmigen Siedlern lange Widerstand.

## Leben
Sekhukhune wuchs als Sohn des Herrschers Sekwati auf. Im September 1861 starb sein Vater. Sekhukhune verdrängte den rechtmäßigen Nachfolger, seinen Halbbruder Mampuru, und wurde zum Herrscher. Er residierte auf dem festungsartig ausgebauten Berg Thaba Mosega (etwa: „Kampfberg“) auf der Ostseite der Lulu Mountains, südöstlich der heutigen Stadt Polokwane. Durch Ehen mit Frauen benachbarter Gruppen festigte er seine Vormachtstellung im Norden des Gebietes zwischen den Flüssen Vaal und Limpopo. Er schickte Männer in die Minen und auf die Farmen im Siedlungsgebiet der Weißen und erhob hohe Steuern, die er zum Kauf von Schusswaffen in Delagoa Bay nutzte.
Sein Vater hatte bereits 1838 und um 1850 die burischen Voortrekker unter Andries Hendrik Potgieter zurückgeschlagen. Im Gebiet der Bapedi lebte der promovierte Missionar Alexander Merensky (1837–1918) von der Berliner Missionsgesellschaft. Als klar wurde, dass er auf Seiten der Buren stand, ließ ihn Sekhukhune vertreiben. 1876 griff eine Armee der burischen Südafrikanischen Republik und alliierter Swasi Sekhukhune an und wurde zurückgeschlagen. Der burische Präsident Thomas François Burgers musste daraufhin zurücktreten und wurde durch Paul Kruger ersetzt. Eine Söldnertruppe unter dem Deutschen Conrad Hans von Schlieckmann wurde im selben Jahr ebenfalls besiegt.
1877 annektierten die Briten die Südafrikanische Republik, einschließlich des Gebiets der Bapedi, unter anderem weil Sekhukhune eine Gefahr für die Südafrikanische Republik und damit für die Stabilität der Region darstellte. Eine weitere Mission zur Befriedung Sekhukhunes im Jahr 1878 schlug erneut fehl. Erst 1879 besiegte ihn eine große Streitmacht aus Briten, Buren und rund 10.000 Swasi. Er wurde in Pretoria inhaftiert. Merensky erhielt von den Buren Land als Belohnung. Als Folge des Ersten Burenkrieges wurde die Pretoria Convention geschlossen. Artikel 23 dieses Friedensvertrages verfügte die Freilassung Sekhukhunes. Er konnte jedoch nicht mehr nach Thaba Mosega zurückkehren, sondern musste sich in der Nähe des Berges ansiedeln. Bereits 1882 wurde er von seinem Halbbruder Mampuru ermordet.

## Nachwirkungen
In der Londoner Times erschien ein Nachruf auf Sekhukhune, in dem sein erfolgreicher Widerstand gegen die Buren gewürdigt wurde. Nach seinem Tod wurde sein Herrschaftsgebiet in kleine Einheiten unterteilt, die von – machtlosen – native commissioners geleitet wurden.
Der Distrikt Sekhukhune in der Provinz Limpopo ist seit 2000 nach ihm benannt; das Gebiet wird auch als Sekukuniland bezeichnet.